# Homer Stille Cummings
Homer Stille Cummings (Chicago, 30 aprile 1870 – Stamford, 10 settembre 1956) è stato un politico statunitense.

## Biografia
Fu il 56º procuratore generale degli Stati Uniti sotto il presidente degli Stati Uniti d'America Franklin Delano Roosevelt (32º presidente).
Guadagnò una bachelor in filosofia dall'università di Yale, specializzandosi poi nella Yale Law School.
Nel 1924 divenne famoso per la vicenda, poi narrata nel film di Elia Kazan Boomerang - L'arma che uccide, in cui dimostrò l'innocenza di un imputato di omicidio nonostante la confessione estorta dalla polizia.
Roosevelt al momento in cui divenne presidente volle Cummings come governatore generale delle Filippine, ma l'improvvisa morte di Thomas James Walsh, persona scelta come futuro procuratore generale fece cambiare idea a Roosevelt e nominò per tale carica Cummings.